# Premi literari Vila de Siétamo
El Premio literario Billa de Sietemo ("Premi literari Vila de Siétamo") és un premi literari per a obres en llengua aragonesa promogut per l'ajuntament de Siétamo, amb la col·laboració del Consello d'a Fabla Aragonesa i que se celebra cada dos anys a aquesta vila.
La primera edició se va celebrar en 1991, convocada per l'ajuntament de Siétamo i amb l'ajuda de la Diputació General d'Aragó, el Consello d'a Fabla Aragonesa, Ibercaja i l'Instituto de Estudios Altoaragoneses.
Els premis són en la modalitat de poesia i de narrativa (curta). A més dels premis generals, es poden concedir accèssits i premis especials. Els treballs guanyadors, que poden ser en llengua aragonesa unificada o dialectal, es publiquen en la col·lecció «O manantial de Sietemo». El nom prové d'un dels relats que van obtenir un accèssit en la primera edició, titulat O manantial de Sietemo ("La deu de Siétamo"), de Nieus Izquierdo Nasarre.

## Guanyadors del premi de poesia
| Any             | Obra guanyadora                       | Autor                                     |
| --------------- | ------------------------------------- | ----------------------------------------- |
| 1991            | Diez poemas. Un paisache              | Chuan Chusé Bielsa Alquézar               |
| 1993            | A balada de o choben Billy            | Chusé Inazio Navarro García               |
| 1995            | -                                     | -                                         |
| 1997            | -                                     | -                                         |
| 1999 [ex aequo] | Tinta de glarima Zagueras indezisions | Elena Chazal Playán Roberto Cortés Alonso |
| 2001            | Chislas fuscas de l'alma              | Chorche Márquez Márquez                   |
| 2003            | Berari                                | Óscar Latas Alegre                        |
| 2005            | -                                     | -                                         |
| 2007            | Si o tiempo m'acompaña                | Carmina Paraíso Santolaria                |
| 2009            | Postaletas                            | Óscar Latas Alegre                        |
| 2011            | Rolde d'aspera                        | Ángel Ramírez Martínez                    |
| 2013            | O fondo d'o mirallo                   | Chusé Antón Santamaría Loriente           |

## Guanyadors del premi general de narrativa
| Any             | Obra guanyadora                       | Autor                                                    |
| --------------- | ------------------------------------- | -------------------------------------------------------- |
| 1991            | Istorias amagadas                     | Fernando Vallés Calvo                                    |
| 1993            | Desencusas                            | Rafel Vidaller Tricas                                    |
| 1995            | L'Agueda                              | Loís Chabier Tejada Francia                              |
| 1997            | Tornasols                             | Ana Tena Puy                                             |
| 1999 [ex aequo] | As colors d'a tardada Alfredo Serblán | Chabier Tomás Arias Antón Lleonardo Collada Ferrer       |
| 2001 [ex aequo] | Café, soberano e faria L'ome          | Chuan Carlos Bueno Chueca Antón Lleonardo Collada Ferrer |
| 2003 [ex aequo] | El ixambre Benzina                    | Elena Chazal Playán Chusé Raul Usón                      |
| 2005            | L'ombre la santeta                    | Ana Tena Puy                                             |
| 2007            | Yo, Taresa Çuria...                   | María Pilar Benítez Marco                                |
| 2009            | Cartas con retraso                    | Zésar Biec Arbués                                        |
| 2011            | -                                     | -                                                        |
| 2013            | Manimenos, yera poeta                 | Chuan Carlos Bueno Chueca                                |